# گری کراس
گری کراس (انگلیسی: Garry Cross؛ زادهٔ ۷ اکتبر ۱۹۸۰) بازیکن فوتبال اهل بریتانیا است.
از باشگاه‌هایی که در آن بازی کرده‌است می‌توان به باشگاه فوتبال چلمزفورد سیتی اشاره کرد.